# Les Trafiquants du Dunbar
Pour plus de détails, voir Fiche technique et Distribution.
Les Trafiquants du Dunbar (titre original : Pool of London) est un film britannique réalisé par Basil Dearden, sorti en 1951.

## Synopsis
Dan, un Américain, et Johnny, un Jamaïcain, débarquent du navire marchand Dunbar, où ils sont marins. Dan fait un peu de contrebande, parfois avec l'aide de Johnny. Ils vont se trouver impliqués dans un vol de diamants qui a mal tourné. Dan, sentant qu'ils vont être bientôt arrêtés, fait des remarques racistes à Johnny pour l'obliger à le laisser et à rembarquer sans lui.

## Fiche technique
- Titre original : Pool of London
- Titre français : Les Trafiquants du Dunbar
- Réalisation : Basil Dearden
- Scénario : Jack Whittingham, John Eldridge
- Direction artistique : Jim Morahan
- Décors : Andrew Low
- Costumes : Anthony Mendleson
- Photographie : Gordon Dines
- Son : Arthur Bradburn
- Montage : Peter Tanner
- Musique : John Addison
- Production : Michael Balcon
- Production associée : Michael Relph
- Société de production : Ealing Studios
- Société de distribution : General Film Distributors
- Pays de production :  Royaume-Uni
- Langue originale : anglais
- Format : Noir et blanc  — 35 mm — 1,37:1 — son mono
- Genre : Film dramatique
- Durée : 85 minutes
- Dates de sortie : 
  - Royaume-Uni : 22 février 1951
  - France : 15 août 1951

## Distribution
- Bonar Colleano : Dan MacDonald
- Earl Cameron : Johnny Lambert
- Susan Shaw : Pat
- Renée Asherson : Sally
- Moira Lister : Maisie
- Joan Dowling : Pamela, soeur de Maisie
- Max Adrian : Vince Vernon, alias Charlie l'acrobate
- Alfie Bass : Alf
- James Robertson Justice : l'officier mécanicien
- Leslie Phillips : Harry
- Michael Golden : Andrews, inspecteur des douanes
- John Longden : l'inspecteur Williams

## Autour du film
- C'est le premier film britannique à présenter à l'écran une relation interraciale[1].